# Daniela Wolf
Daniela Wolf (* 4. März 1988 in Feldbach) ist eine österreichische Wissenschaftlerin und Lehrende.

## Leben und Wirken
Daniela Wolf wuchs als Tochter einer Reinigungskraft und eines Bauarbeiters in der Steiermark auf. Sie maturierte in der Bundeshandelsakademie und Bundeshandelsschule Feldbach. Anschließend absolvierte sie das Informatikmanagement- und Didaktikstudium an der Technischen Universität Wien und an der Universität Wien, Education an der Donau-Universität Krems und Angewandtes Wissensmanagement an der Fachhochschule Burgenland.
Wolf begann ihre berufliche Laufbahn als Architektin des Online Campus der Ferdinand Porsche FernFH, an der sie unter anderem das E-Learning & Web-Support Center aufbaute und bis Anfang 2017 leitete. Für mediales Aufsehen sorgte sie, als sie sich auf Privatinitiative für die Flüchtlingskrise einsetzte und im Sommer 2015 die Welcomingtours-Plattform zur Vernetzung zwischen Österreichern und Geflüchteten gründete. 2016 folgte gemeinsam mit Stefan Steinberger und Alexander Hartveld die Gründung des Social Start-ups refugees{code}, einer Programmierschule für Geflüchtete.
Seit 2016 ist sie Initiatorin von Austrian Edupreneurs, einem Ort für Veranstaltungen und Bildung rund um das Thema EdTech.
Ende 2017 kehrte Wolf als wissenschaftliche Mitarbeiterin des Masterstudiengangs Wirtschaftsinformatik an die Ferdinand Porsche FernFH zurück, wo sie auch als Lehrende tätig ist. Sie verfasste mehrere wissenschaftliche Artikel, u. a. zur Integration in Österreich, besonders zur Rolle von Coding Schulen für Flüchtlinge, aber auch zum E-Learning.
2021 startete sie die Plattform techshelikes.co, auf jener sie Wege aufzeigt, wie man als Frau eine Karriere im Bereich der Mathematik, Informatik, Naturwissenschaften oder Technik starten kann. Dabei arbeitet sie mit Vorbildern bzw. interviewt im Rahmen ihres Podcasts erfolgreiche Frauen in der Technik. Dabei möchte sie vor allem jene motivieren, die keine Vorbilder im engsten Umfeld – etwa Väter oder Brüder in der IT-Branche – haben und nicht aus privilegierten Verhältnissen stammen.
Seit 2024 ist sie eine der drei Frauen an der Spitze der Initiative „Technik für Kinder Vulkanland“, einem Technikhaus im Steirischen Vulkanland, das Kinder und Jugendliche für Handwerk und Technik begeistern soll.

## Auszeichnungen
- 2018 war Wolf mit dem von ihr, Stefan Steinberger und Alexander Hartveld initiierten sozialen Unternehmen refugees{code} auf der österreichischen Forbes-Liste „30 unter 30“.[12] Außerdem wurde sie damit als eines von fünf aufstrebenden Social Businesses beim Social Impact Award 2017 ausgezeichnet[13] und erhielt den HR-Award als Newcomer des Jahres 2017.[14] Zudem fand sie sich gemeinsam mit fünf weiteren Initiativen in der Finalrunde des Deloitte Future Fund 2016.[15]
- Im Jahr 2019 wurde Wolf für den National Global Woman Award in der Kategorie "Global Woman Honorary" nominiert.[16]

## Veröffentlichungen
- Informatik-Know-how für die Flüchtlingshilfe. In: e-fellows.net: Perspektiven für Informatiker 2019: Branchenüberblick, Erfahrungsberichte und Tipps zum Einstieg. 3., aktualisierte Auflage, 1. Oktober 2018. S. 198–199.
- Informatikerinnen als Selbstständige. In: e-fellows.net: „Weiblich, erfolgreich, MINT 2019“. 2. Branchenüberblick – Perspektiven für MINT-Frauen. S. 50–52.